# Mahmoud el-Abrache
Mahmoud el-Abrache (محمود الأبرش) (né en 1944) est un homme politique syrien.
Ingénieur en travaux publics, il quitte son emploi pour s'engager en politique et devient membre du parti Baath.
Il a présidé la commission parlementaire des affaires internationales arabes du Conseil du peuple. Il a été élu en 2003, président du parlement syrien à la suite de la nomination de Mohammed Naji al-Otari comme premier ministre.
Il est également député au Parlement arabe provisoire.